# Brugmansia suaveolens

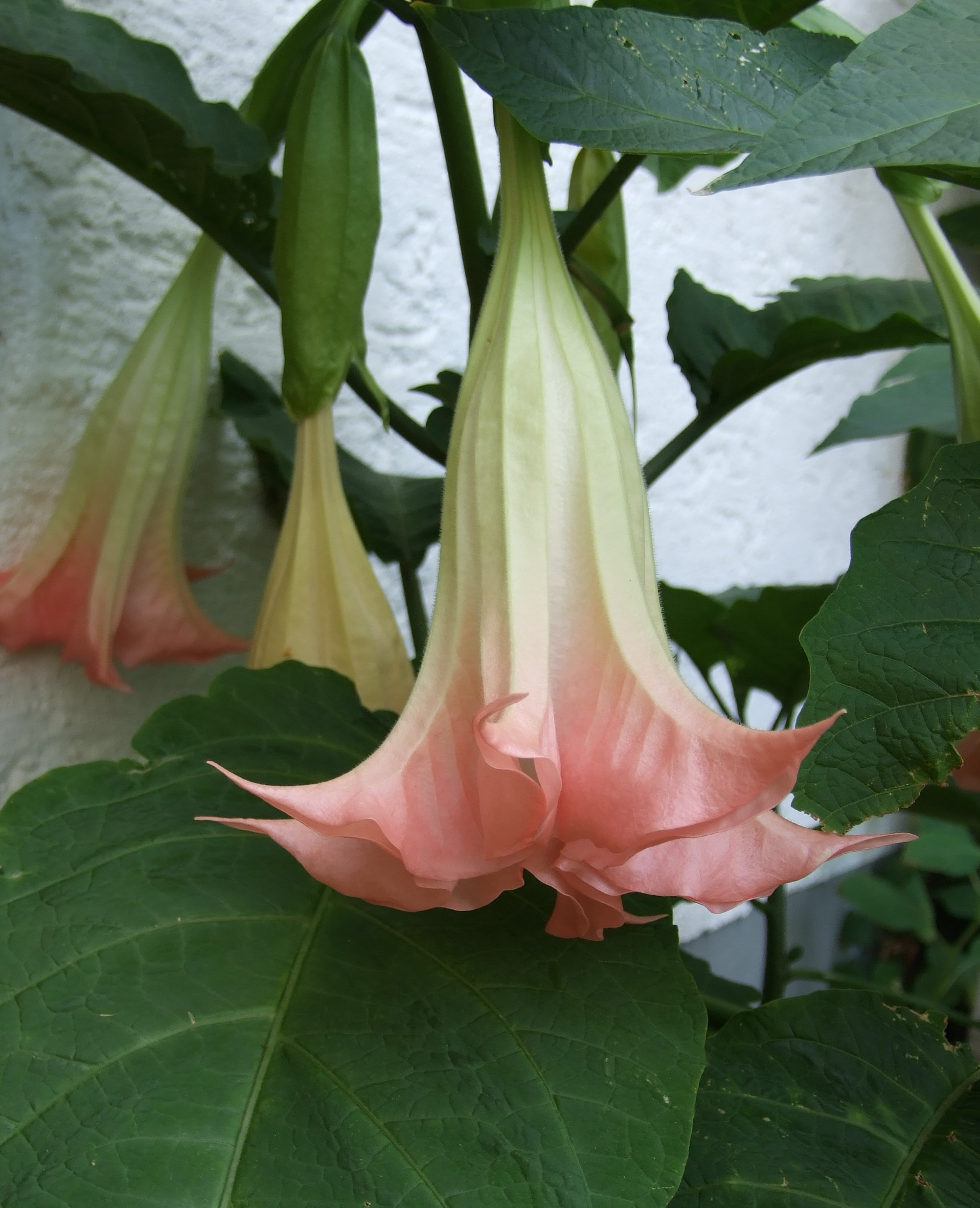
Cultivar rosado de Brugmansia suaveolens.

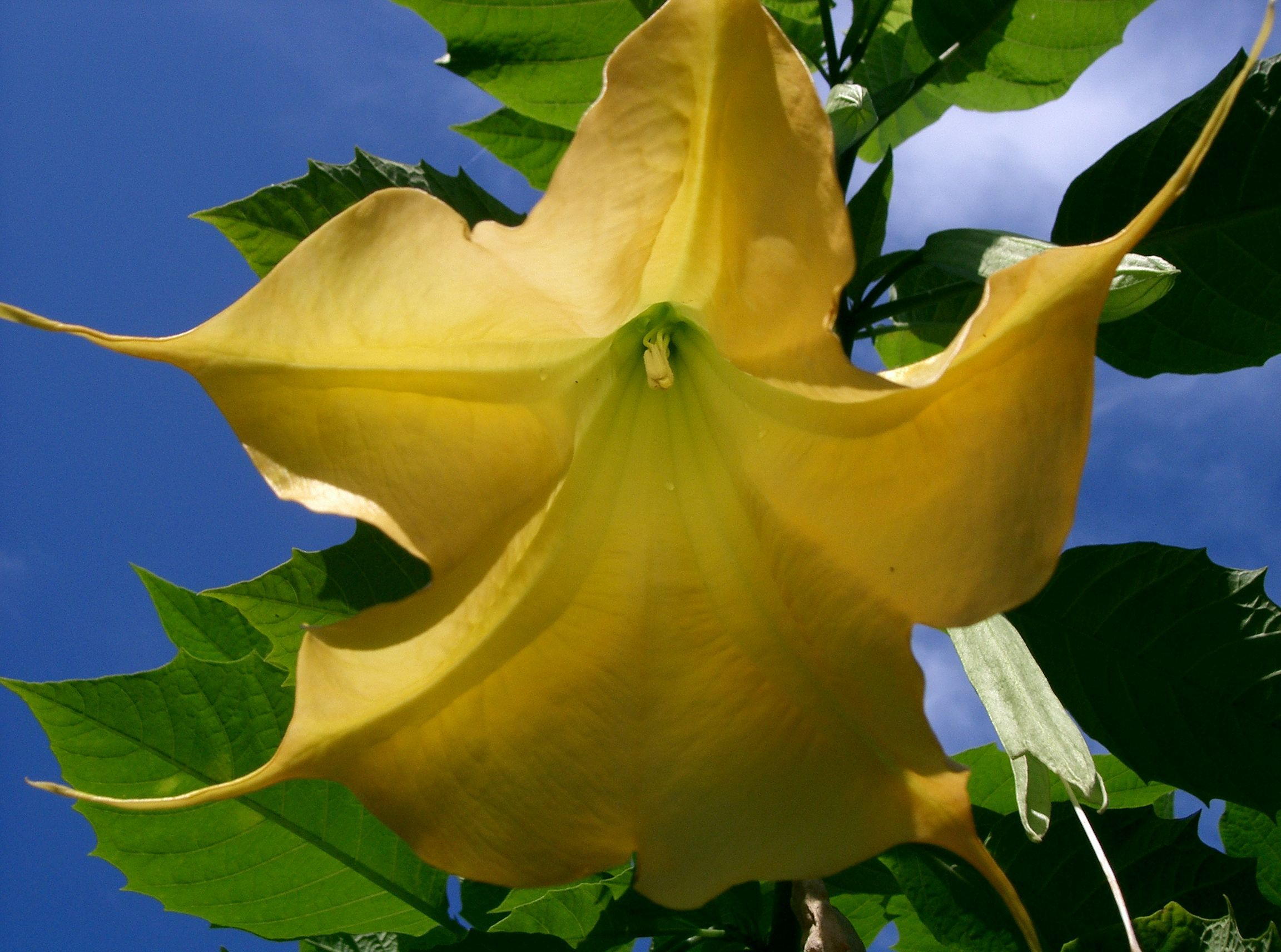
Cultivar amarelo de Brugmansia suaveolens.

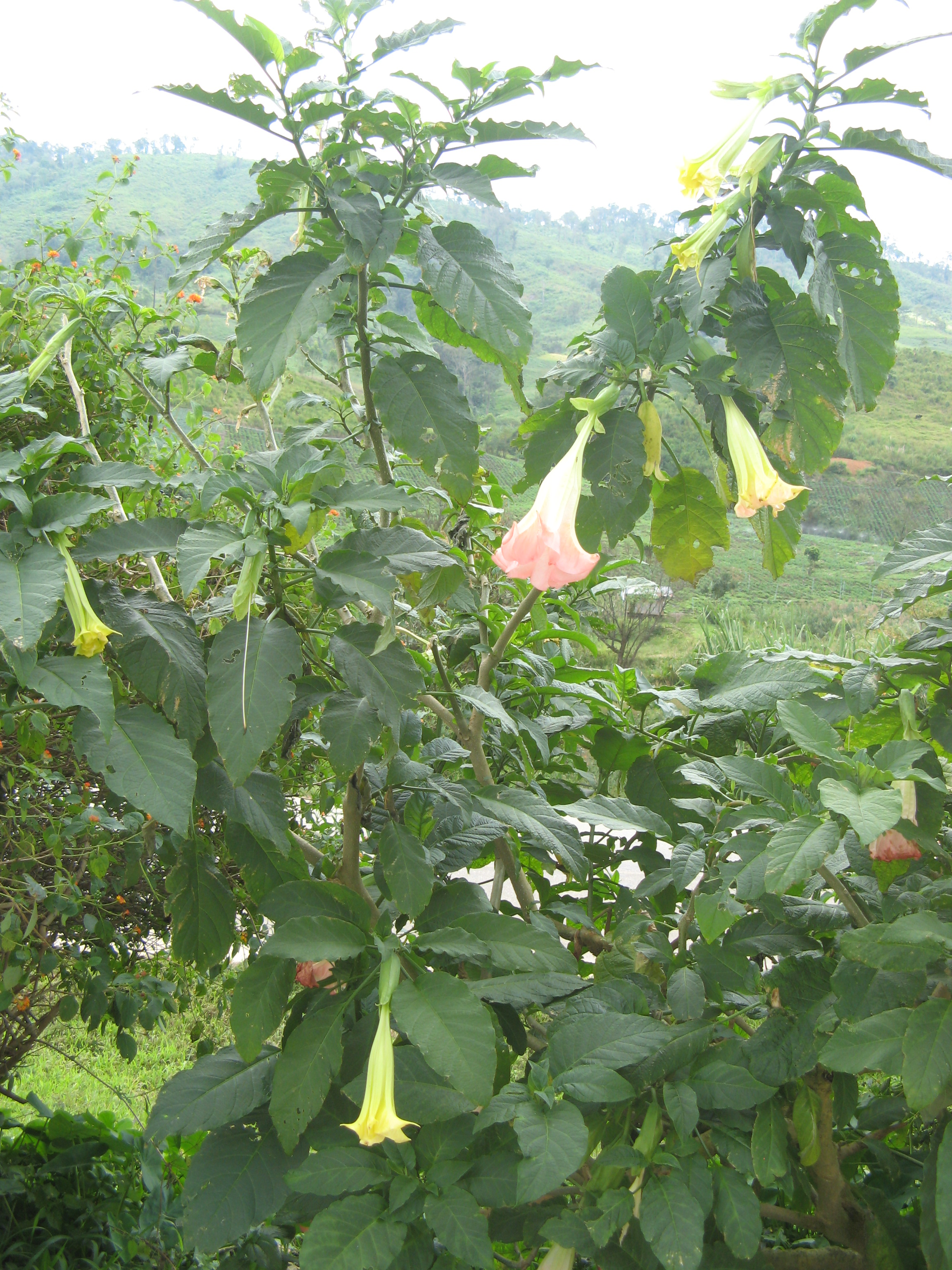
Hábito da planta.

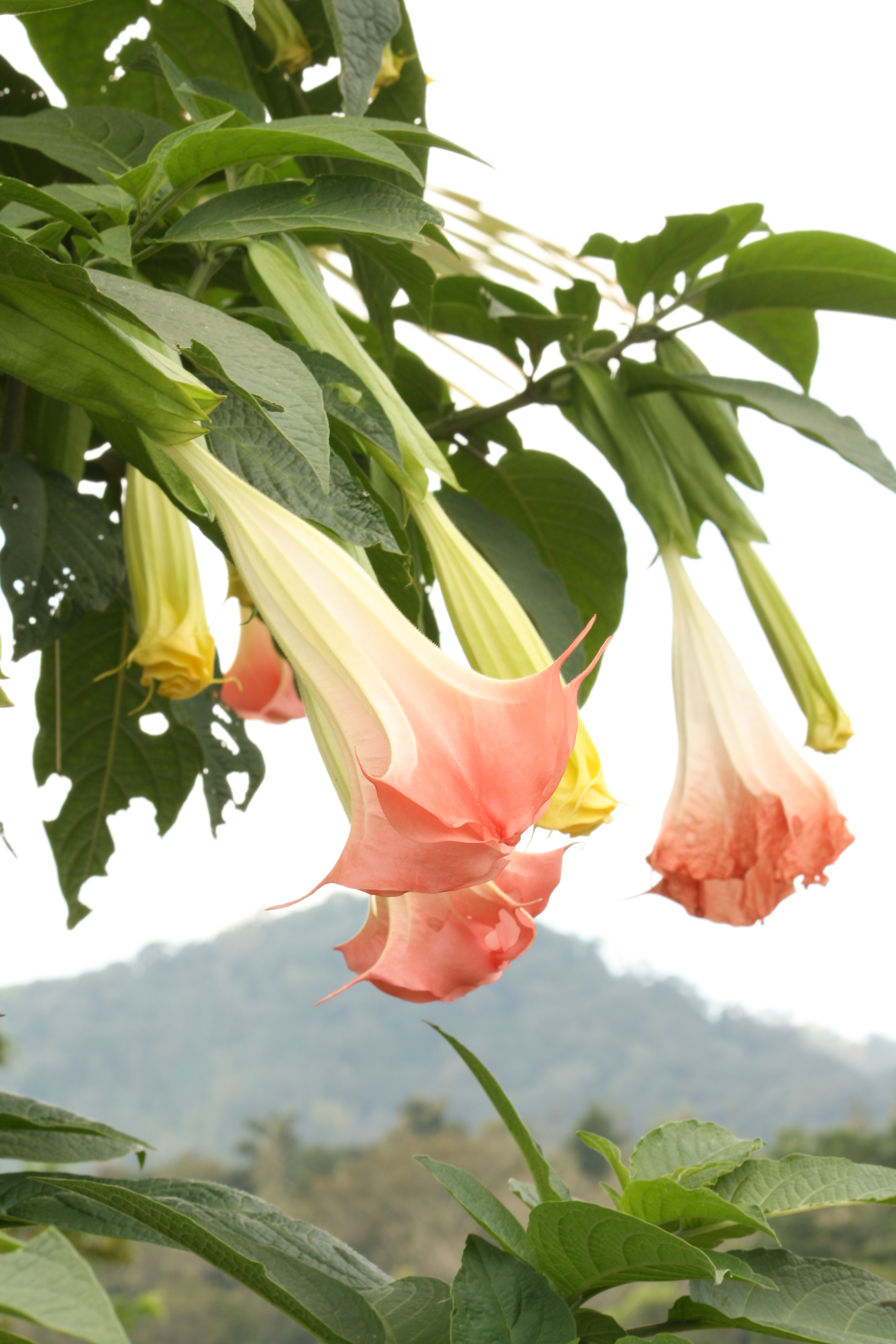
Posicionamento da estrutura floral.

Brugmansia suaveolens (Humboldt & Bonpland ex Willdenow) Bercht. & J.Presl, 1823, conhecida, entre muitos outros, pelos nomes comuns de trombeta, trombeta-de-anjo, zabumba, cartucho, hálito-do-diabo, mata-zombando, erva-dos-mágicos, erva-dos-feitiçeiros, borrachero, cacao-sabanero e canudo, é um arbusto do género Brugmansia da família Solanaceae, utilizada como planta ornamental devido às suas grandes flores fragrantes. As suas folhas e flores são usadas em medicina tradicional como fitoterápicos para combater distúrbios intestinais e doenças de pele e como enteógeno e alucinógeno, em geral por infusão. A espécie era endémica na região costeira do sudeste do Brasil, mas presentemente é cultivada em todas as regiões tropicais e subtropicais do mundo e considerada como extinta na natureza.

## Descrição e taxonomia
Brugmansia suaveolens é um arbusto ou pequena árvore (mesofanerófito) com até 3–5 m de altura, mais frequentemente 1,5-3,7 m de altura, frequentemente cespitoso, com múltiplos troncos lenhosos na base, mas com terminação herbácea e ritidoma verde e glabro.
As folhas são ovaladas a estreitamente elípticas, arredondadas e assimétricas na base e agudas no ápice, com até 15–30 cm de comprimento por 8–15 cm de largura, podendo ser maiores se a planta crescer em local ensombrado. A lâmina de folha é tomentosa em ambos os lados, especialmente ao longo das venações. Os pecíolos têm 3–5 cm de comprimento, glabros.
As flores são vistosas, fragrantes com perfume intenso e adocicado, com 24–32 cm de comprimento, em forma de trombeta, com pedicelos glabros ou ligeiramente tomentosos, com até 5 cm de comprimento.  As flores são geralmente brancas, mas podem ser amareladas ou rosadas, maioritariamente pendentes embora em alguns casos possam ser sub-horizontais.
O cálice é amplamente tubular, expandindo-se a partir da base e alargando-se durante o auge da floração, constituído por 5 sépalas com 2–3 cm de comprimento, terminando num ápice rombo ou pontiagudo, frequentemente glabras, mas ocasionalmente ligeiramente tomentosas. Após a floração  cai em conjunto com a corola.
A corola forma também uma ampla estrutura tubular, com 20–30 cm de comprimento, ligeiramente recurvada, com cinco pétalas fundidas longitudinalmente terminando em pontas salientes na sua extremidade distal. Na base, o diâmetro do tubo da corola é apenas cerca de 2/3 do diâmetro do tubo do cálice, deixando espaço não preenchido entre as sépalas e pétalas. A partir de cerca de metade da trombeta há um progressivo alargamento da estrutura tubular formada pelas pétalas, que formam lóbulos macios e flexíveis, atingindo quando estendidos cerca de 13 cm de diâmetro, composto de cinco lóbulos lanceoladas estreitos com um comprimento de 1-1,5 cm. O exterior da coroa é tomentoso, o interior glabro.  A margem é curvada para fora, nunca invaginada, com as saliências curtas, com apenas 1-2,5 cm de comprimento.
Os estames localizam-se entre o terço inferior e a metade do comprimento da corola, acima do cálice. Podem ser dobrados em forma de joelho, tomentosos na base e glabros na parte superior. Ocasionalmente, secam e adquirem uma coloração escura. A porção livre dos estames tem cerca de 40 mm. As anteras têm 25-35 mm de comprimento e formam um tubo estreito, cilíndrico, com um diâmetro de 4–6 mm, mas por vezes são livres. O ovário é alongado-cónico.
O fruto é uma baga.

### Taxonomia
A espécie foi inicialmente herborizada no Brasil e descrita por Alexander von Humboldt e Aimé Bonpland, mas formalmente descrita e publicada por Carl Ludwig Willdenow em 1809 sob o binome Datura suaveolens em Hortus suburbanus Londinensis 41. 1818. Em 1823, Friedrich von Berchtold e Jan Presl transferiram a espécie para o género Brugmansia como Brugmansia suaveolens. Por ser cultivada pelas populações ameríndias, a planta apresenta grande variabilidade morfológica, com cultivares com variável grau de hibridização, pelo que a espécie apresenta uma rica sinonímia, resultado das diferentes descrições não terem considerada essa variabilidade.
A espécie é conhecida por muitas dezenas de nomes comuns, com grandes variações regionais, incluindo nos países lusófonos.
Existem muitas centenas de cultivares de Brugmansia, maioritariamente híbridos, a maioria deles com algum ancestral B. suaveolens.  Entre os cultivares mais populares incluem-se 'Dr. Seuss', 'Frosty Pink' e 'Charles Grimaldi'.

## Distribuição e habitat
A espécie era originalmente endémica nas florestas húmidas da região costeira do sueste do Brasil, onde ocorria em altitudes abaixo dos 1000 m ao longo das margens de cursos de água e em zonas abertas da floresta, nomeadamente em torno de clareiras, preferindo locais com temperatura do ar e humidade relativa elevadas e abundante precipitação.
Presentemente a espécie é um arbusto cultivado, com numerosos, com elevado grau de hibridização, estando considerado como extinta na natureza, podendo por isso ser considerada como uma planta de cultura totalmente domesticada. Em resultado da acção humana, a espécie pode actualmente ser encontrada em áreas residenciais de quase toda a América do Sul e ocasionalmente na América Central, México, Califórnia e mesmo em algumas áreas da Flórida. A espécie é cultivada como planta ornamental de exterior e todas as regiões tropicais e subtropicais do mundo e comercializada a nível global como planta ornamental de interior.
As flores são fragrantes ao anoitecer para atrair borboletas polinizadoras, ficando pendentes e semi-cerradas durante o dia e voltando a abrir e a emitar o seu odor ao entardecer.
As espécies do género Brugmansia apresentam dois estádios principais ao longo do seu ciclo de vida. Na fase vegetativa inicial, as plântulas crescem erectas, em geral com um eixo de crescimento único, até atingir a sua primeira ramificação, bifurcando aos 80–150 cm de altura. A planta não floresce até atingir esta ramificação, e as flores apenas surgem em ramos novos instalados acima da ramificação principal. Estacas retiradas do estádio vegetativo anterior à ramificação ou da parte da planta abaixo da ramificação não florescem até ultrapassar novamente o ponto de ramificação, mas as estacas retiradas da parte superior da planta, acima do ponto de bifurcação, frequentemente florescem muito baixas, não necessitando nova ramificação.
Um exemplo interessante de interacção planta/animal ocorre com a borboleta Placidula euryanassa, que usa Brugmansia suaveolens como uma das suas principais fontes de alimento no estádio larvar. Foi demonstrado que estas borboletas podem acumular os alcalóides tropânicos da planta e mantê-los durante o estádio pupal e na fase adulta, sendo usados como mecanismo de defesa, tornando-se menos palatáveis para predadores vertebrados.

## Cultivo e usos
As plantas do género Brugmansia são cultivadas como ornamentais de exterior durante todo o ano em climas onde não ocorram geadas. Como outras plantas de folha larga e de crescimento rápido, necessitam de alguma protecção do vento e abrigo da radiação directa do Sol nas horas mais quentes da tarde. Preferem solo orgânico rico, regas frequentes e fertilização abundante quando em pleno crescimento. Propaga-se bem por estacaria e pode ser semeada em qualquer época do ano.
Tanto a parte lenhosa dos caules como os extremos herbáceos podem ser usados na feitura de estacas para propagação vegetativa de Brugmansia, mas as estacas mais grossas e lenhificadas toleram melhor a secura. Em latitude mais elevadas, as plantas são frequentemente cultivadas em grandes vasos e recolhidas em estufas ou outros locais abrigados durante o período de inverno.
B. suaveolens está incluída na lista de plantas de baixa inflamabilidade do serviço de protecção contra fogos da Tasmânia, indicando que pode ser utilizada sem risco nas zonas de protecção dos edifícios contra fogos florestais.

### Usos
Várias culturas sul-americanas usam, ou usaram, a espécie Brugmansia suaveolens nas suas actividades rituais como enteógeno. Os povos Ingano e Siona da região de Putumayo usam-na como enteógeno. A planta é também utilizada por algumas tribos amazónicas como um aditivo para aumentar a potência da ayahuasca. Sendo uma planta psicoactiva, algumas culturas ameríndias consideravam a sua ingestão apropriada para ver o futuro e aprender medicina.
A medicina tradicional atribui à infusão das folhas as propriedades de aliviar úlceras, abscessos, eliminar infecção por fungos da pele e curar outras dermatites, sendo os emplastros de folhas maceradas utilizados para aliviar o reumatismo.
As flores e as sementes são tradicionalmente usada no Rio Grande do Sul, sul do Brasil, diluídas em água e ingeridas pelo seu efeito analgésico. Foi demonstrado que extractos das flores da planta apresentam actividade de redução da dor (actividade antinociceptiva) em ratos de laboratório. Esta actividade antinociceptiva pode estar relacionada em parte com os receptores das benzodiazepinas.

### Propriedades fitoterapêuticas e alucinogênicas
Todas as partes das plantas de Brugmansia suaveolens são tóxicas para as pessoas e para a maioria dos vertebrados, com as sementes e as folhas a serem particularmente perigosas para os humanos.
Tal como acontece com outras espécies do género Brugmansia, B. suaveolens é rica em escopolamina (hioscina), hiosciamina, atropina e diversos outros alcalóides tropânicos.
Os efeitos da ingestão podem incluir paralisia da musculatura lisa, confusão, taquicardia, boca seca, diarreia, alucinações visuais e auditivas, midríase, aparecimento rápido de cicloplegia e morte.
Do ponto de vista fito-terapêutico, a trombeta é uma planta com propriedades anticolinérgicas, tendo como principal substância ativa a escopolamina, mas contendo também atropina e hiosciamina.
A planta, mas em particular as suas flor e folhas, é utilizada em diversas composições, inclusive na confecção de cigarros, para tratamento de asma e do mal de Parkinson. Os efeitos produzidos pelo uso da infusão incluem o alívio de espasmos musculares e a broncodilatação, mas em excesso pode provocar delírio, perda de consciência e alucinações.
Devido a popularidade do uso da trombeta como droga recreativa, a circulação dos produtos que a contenham é controlada no Brasil pelo Ministério da Saúde, conforme especificado em portaria da Agência Nacional de Vigilância Sanitária (ANVISA), porém, como a planta é encontrada facilmente, o controlo é complexo e ineficaz, embora a sua utilização indevida possa resultar em coma e morte. Os princípios tóxicos são os os mesmos do estramónio.
A trombeta é utilizada em forma de infusão para obter sensações alucinógenas. Mesmo conhecendo a alta toxicidade da planta, os adeptos utilizam as flores para produzir uma infusão com propriedades alucinógenas, que incluem alucinações visuais e auditivas.
Como a concentração de alcalóides é variável de planta para planta, dificilmente o usuário terá o conhecimento da quantidade de substância activa que ingeriu em uma dose da infusão alucinógena, o que tem resultado em vários casos morte por overdose ou na produção de efeitos indesejados, como a paralisia dos músculos lisos, taquicardia, confusão e midríase (dilatação das pupilas). A escopolamina pode causar a morte quando ingerida em doses de 100 mg ou superiores.